# Thialy

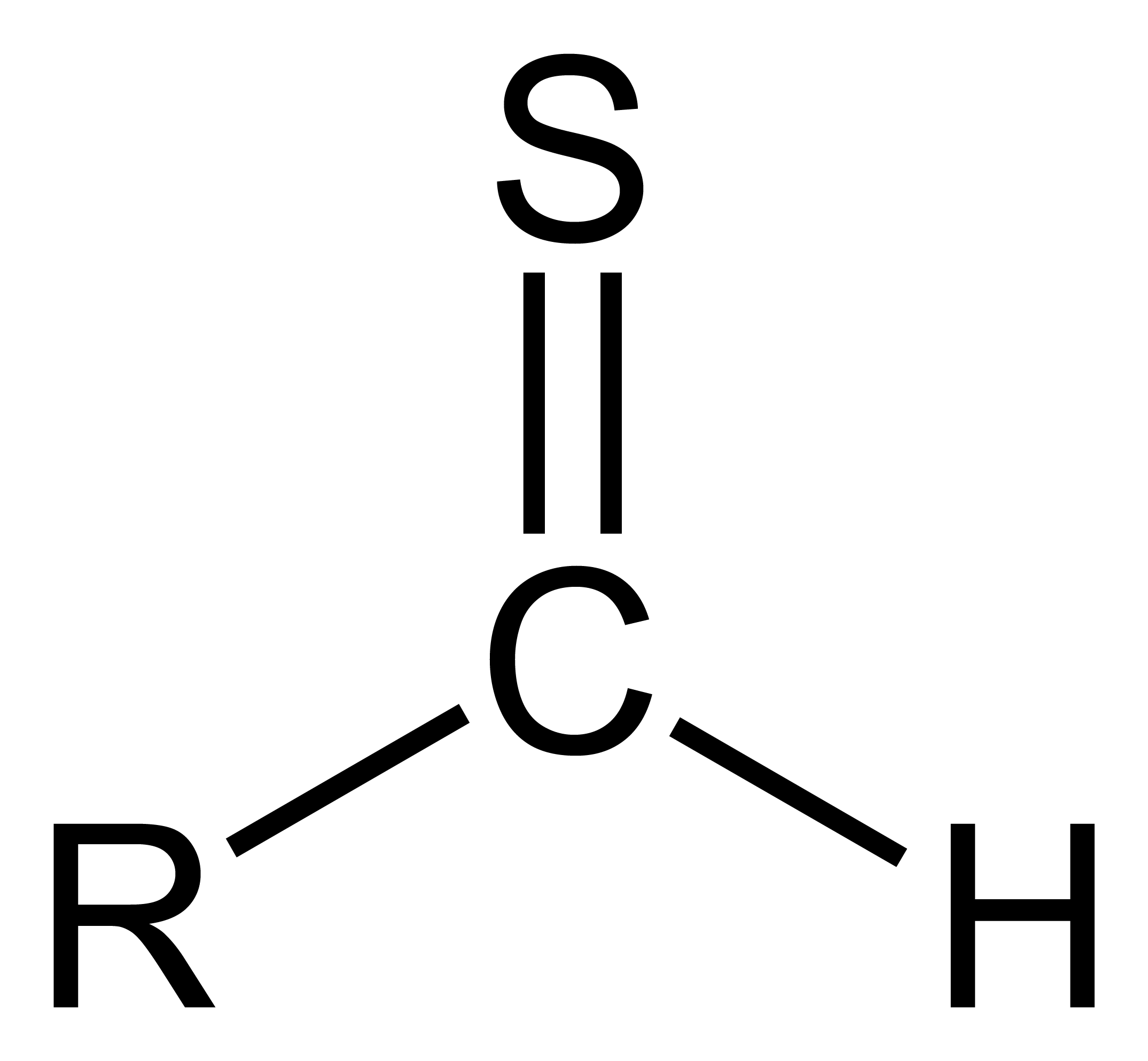
Obecný vzorec thialu

Thioaldehydy nebo thialy jsou organické sloučeniny s obecným vzorcem RC(S)H; jedná se o sirné analogy aldehydů (RC(O)H). Thioaldehydy jsou reaktivnější než thioketony; mnohé thioaldehydy mají příliš vysokou reaktivitu na to, aby mohly být izolovány, příkladem je thioformaldehyd (H2C=S), který vytváří cyklický trimer 1,3,5-trithian. Thioakrolein, H2C=CHCH=S, vznikající rozkladem alicinu, podléhá vlastní Dielsově–Alderově reakci za tvorby izomerních vinyldithiinů.
Přestože je thioformaldehyd velmi reaktivní, tak byl společně se svými mono- a dideuterovanými analogy nalezen v mezihvězdném prostoru. Je možné izolovat stabilní thioaldehydy, pokud jsou na nich dostatečně objemné substituenty.
1,3,2,4-dithiadifosfetan-2,4-disulfidy reagují s benzaldehydem za vzniku thiobenzaldehydu, který poté vytváří adukty s dithiofosfinylidy za tvorby C2PS3 kruhu.